# Patrick Bloche

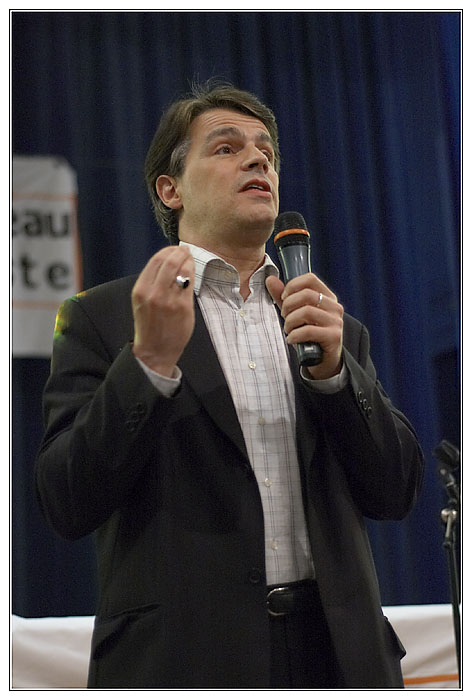
Patrick Bloche, 2005

Patrick Bloche (* 4. Juli 1956 in Neuilly-sur-Seine) ist ein französischer Politiker der Parti socialiste. Er ist seit dem 1. Juni 1997 Abgeordneter der Nationalversammlung.

## Leben
Mit 16 Jahren wurde er Mitglied der Sozialistischen Partei. Am 20. März 1989 wurde er erstmals als Mitglied des Conseil municipal von Paris im 11. Arrondissement gewählt. Er war enger Mitarbeiter von Georges Sarre, brach jedoch 1991 die Zusammenarbeit ab, da er im Gegensatz zu diesem ein Befürworter des Engagements Frankreichs im Golfkrieg war. Am 19. Juni 1995 wurde Bloche in den Stadtrat (Conseil général) von Paris gewählt.
Am 1. Juni 1997 wurde Bloche Abgeordneter der Nationalversammlung von Frankreich. Mit der Unterstützung von Bertrand Delanoë wurde er im Januar 2000 mit über 61 % der Mitgliedsstimmen auf den Posten des Ersten Sekretärs der Fédération PS de Paris als Nachfolger von Jean-Marie Le Guen gewählt. 2008 führte er als sozialistischer Kandidat die Kommunalwahlen von Paris an und wurde am 29. März Bezirksbürgermeister des 11. Bezirks. Im Jahr 2009 wandte er sich in der Nationalversammlung gegen das Hadopi-Gesetz. Er ist im Parlament stellvertretender Vorsitzender der Studiengruppe für die Tibet-Frage.